# Desmoloma mollis
Desmoloma mollis är en fjärilsart som beskrevs av Dyar 1910. Desmoloma mollis ingår i släktet Desmoloma och familjen tofsspinnare. Inga underarter finns listade i Catalogue of Life.